# Dog Day Afternoon

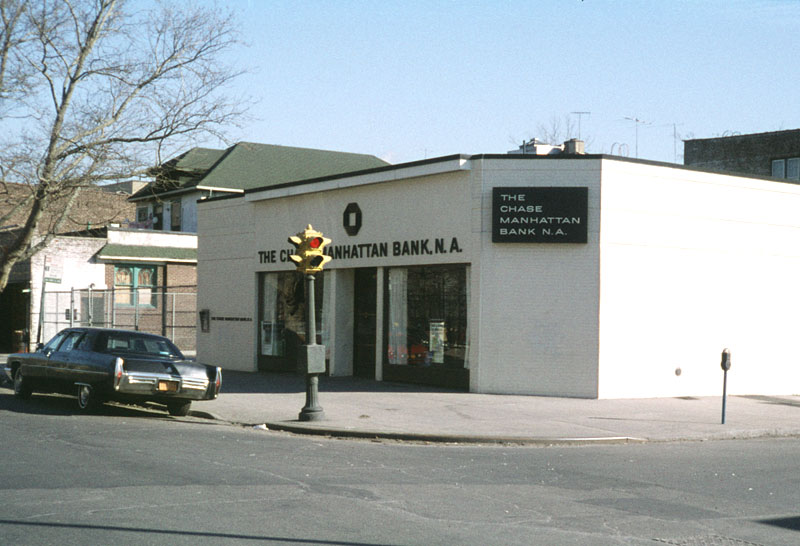
De bank in Brooklyn die het doelwit was van de overval waarop de film gebaseerd is

Dog Day Afternoon is een Amerikaanse film uit 1975 en werd geregisseerd door Sidney Lumet en geschreven door Frank Pierson. De titel van de film verwijst naar de hondsdagen, de warmste dagen van het jaar.

## Verhaal
In de zomer van 1972 lopen drie mannen tegen sluitingstijd een bankfiliaal in Brooklyn binnen. Ze zijn bewapend met een geweer en pistolen en hebben het plan de bank te beroven. De leider van het drietal, Sonny Wortzik, krijgt al gelijk een grote tegenslag te verwerken. Een van zijn medeplichtigen verliest zijn kalmte en wil weg. Noodgedwongen laat Sonny hem gaan en gaat verder met zijn maat Sal. Een van de personeelsleden wordt gedwongen de kluis te openen. Daar wacht de volgende tegenslag. Sonny had verwacht dat er een grote hoeveelheid geld in voorraad zou zijn, maar het hoofdkantoor heeft het geld net weggehaald. Wat rest is 1100 dollar, het bedrag in de kassa’s bij de loketten. De woedende Sonny verzamelt ook de travellercheques. Als oud-bankmedewerker weet hij echter dat de cheques genoteerd staan in een bankregister. Hij verbrandt het register in een prullenbak. De rook die hierdoor ontstaat, is zichtbaar op de straat en voordat Sonny zich realiseert dat hij net zijn derde tegenslag heeft geïncasseerd is de bank omsingeld door de politie. Sonny en Sal zijn wanhopig en besluiten het bankpersoneel in gijzeling te nemen.
Al snel ontstaat er een kat en muisspelletje met de politie. Sonny blijkt zich te ontpoppen tot een groot manipulator en hij bespeelt de al snel opgedoken media met groot gemak. Sonny en Sal groeien uit tot volkshelden, totdat blijkt dat Sonny de overval pleegde om de geslachtsoperatie van zijn transseksuele echtgenoot, Leon Shermer, te betalen. Nu wordt Sonny de held van de homoseksuele gemeenschap. Tot grote woede van Sal die nu voortdurend op de tv hoort over twee homoseksuele gijzelnemers. Er is inmiddels ook een band ontstaan tussen de gijzelaars en de gijzelnemers, een fenomeen dat bekendstaat als het stockholmsyndroom. Sonny vraagt om een helikopter of een ander vliegtuig dat hem en Sal naar een ander land kan brengen. Inmiddels heeft de FBI de leiding genomen en zegt toe dat het vliegtuig er zal zijn. De gijzelaars en de gijzelnemers worden in een bus naar het vliegveld gebracht met een FBI-man aan het stuur. Op het vliegveld aangekomen wordt de aandacht van Sal afgeleid door de FBI, en gelijk daarop wordt hij doodgeschoten, terwijl Sonny wordt overmeesterd. Hij wordt veroordeeld tot twintig jaar gevangenisstraf.

## Rolverdeling
| Acteur                             | Personage         |
| ---------------------------------- | ----------------- |
| Al Pacino                          | Sonny             |
| John Cazale                        | Sal               |
| Chris Sarandon- Leon Shermer       |                   |
| Charles Durning- detective Moretti |                   |
| James Broderick                    | FBI agent Sheldon |
| Penelope Allen- Sylvia             |                   |
| Sully Boyar- Mulvaney              |                   |
| Carol Kane                         | Jenny             |

## Achtergrond
Het scenario van de film was gebaseerd op een artikel in het blad Life van september 1972 geschreven door P.F. Kluge en Thomas Moore. Het artikel beschrijft de waargebeurde overval op een filiaal van de Chase Manhattanbank in Brooklyn in 1972. Net als in het echt duurt de bankoverval in de film 14 uur. Hoewel de echte Sonny in een interview met de New York Times in 1975 zou verklaren dat de film maar voor 30% waar is, houdt het scenario zich grotendeels aan de feiten die in het artikel worden genoemd. De echte Sonny (John Wojtowicz) bijvoorbeeld leek op Al Pacino. Aan de andere kant was de echte Sal Naturile pas achttien, terwijl acteur John Cazale die de rol van Sal voor zijn rekening nam, al bijna veertig was. Volgens Wojtowicz klopte er ook niets van de manier waarop zijn eerste vrouw, Carmen Bufilico, wordt afgebeeld in de film, als een omvangrijke, slecht Engels sprekende zeur. Daarnaast was het volgens hem niet waar dat hij Carmen had verlaten voor zijn nieuwe echtgenote, Elizabeth Eden (voor haar operatie Ernest Aron). Hij ontmoette Eden twee jaar na zijn scheiding. De echte Sonny vond dat Pacino en Sarandon een accurate uitbeelding gaven van hem en Ernest Aron. John Wojtowicz zou uiteindelijk veertien jaar van zijn straf uitzitten en overleed in 2006. Hij financierde de seksoperatie van Eden met het geld dat hij kreeg voor de filmrechten. Eden overleed in 1987.
Producenten Martin Elfand en Martin Bregman waren onder de indruk van het artikel in Life en overhaalden Warner Bros. om de film te draaien. Ze huurden scenarist Frank Pierson en regisseur Sidney Lumet in.

## Casting
Al Pacino was de eerste keus voor de rol van Sonny. Volgens producent Martin Bregman bezat hij de gevoeligheid en kwetsbaarheid die nodig was voor de rol. Pas na lang aarzelen zegde Pacino toe. Voor de rol van bankovervaller Sal werd John Cazale gecast. In het script was echter voorzien in een jong, goedgebekt straatjochie. Het was Al Pacino die regisseur Sidney Lumet overhaalde om Cazale voor de rol te nemen. Hiervoor werd het scenario aangepast en werd Sal een al oudere man met een grote droefheid.

## Productie
Hoewel het scenario gebaseerd is op feiten, zit er toch veel improvisatie in de film. Het talent van Cazale was goed voor een van de beste improvisaties in de film. Als Sonny vraagt naar welk land ze moeten vliegen, antwoordt Sal: “Wyoming”. Hij bedacht het ter plekke en moest zich inhouden niet onmiddellijk in lachen uit te barsten. Een ander voorbeeld van improvisatie is de scène waar Pacino en acteur Chris Sarandon, die de rol van Leon Shermer vertolkt, over de telefoon met elkaar praten. Leon zit in de kapperszaak aan de overkant van de bank en moet van de politie inpraten op Sonny, met de bedoeling dat hij zich zal overgeven. Het gesprek werd geïmproviseerd en leverde een legendarische scène op. Ook het uitroepen van "Attica" voor het publiek voor de bank, een verwijzing naar de gevangenisopstand in de Attica-gevangenis, stond niet in het scenario.
Opvallend in de film is het ontbreken van muziek, afgezien van wat muziek op de radio en het nummer Amoreena van Elton John aan het begin. De buitenopnames werden gemaakt in Prospect Park West in Brooklyn, terwijl de binnenopnames werden gemaakt in een leegstaande opslagplaats in de buurt.

## Prijzen
Dog Day Afternoon won de Oscar voor beste oorspronkelijke filmscenario. De film kreeg bovendien nominaties voor beste acteur in een hoofdrol (Pacino), beste acteur in een bijrol (Sarandon), beste regisseur (Lumet), beste montage (Dede Allen) en beste film.